# Чудо (фильм, 2017)
«Чудо» (англ. Wonder) — американская семейная драма режиссёра Стивена Чбоски, основанная на одноимённом романе Р. Х. Паласио. Главные роли в фильме сыграли Джейкоб Трамбле, Джулия Робертс и Оуэн Уилсон. Мировая премьера фильма состоялась 16 ноября 2017 года.

## Сюжет
Август «Огги» Пуллман — 10-летний мальчик, живущий в Бруклине, штат Нью-Йорк, со своей матерью Изабель, отцом Нейтом, старшей сестрой Оливией и собакой Дейзи. Он родился с редкой деформацией лица и перенёс 27 различных операций, чтобы видеть, говорить и слышать без слухового аппарата. С первого класса Огги учился дома, но когда приходит пора идти в пятый класс, родители решают записать его в частную среднюю школу Бичер Преп. Перед началом учебного года Огги встречается с директором, который организовывает для него экскурсию с тремя другими учениками: Джеком, Джулианом и Шарлоттой. Во время учёбы в школе Огги сталкивается с насмешками, обсуждением его внешности и нежеланием других учеников общаться с ним, но вскоре начинает дружить с Джеком после того, как помогает ему с контрольной.
На Хэллоуин Огги надевает маску призрака и плащ, так как Дейзи испортила костюм Боба Фетта, который он собирался надеть. Он ходит по школе радостный и уверенный благодаря анонимности, которую даёт ему костюм. Однако, когда он входит в свою классную комнату, то случайно подслушивает Джека, который, не узнав его, вместе с Джулианом и его друзьями высмеивают его за спиной. Джек говорит, что «убил бы себя, если бы выглядел как Огги». Огги становится плохо, что вынуждает его мать отказаться от дня матери-дочери с Вией, чтобы привезти его домой. Виа убеждает Огги пойти с ней на выпрашивание сладостей, так как она поссорилась с бывшей лучшей подругой Мирандой.
Джулиан со своими друзьями продолжает издеваться над Огги, но мистер Браун узнаёт об этом. Мистер Ташмен предоставляет родителям Джулиана доказательства, в том числе многочисленные записки ненависти и фотографию класса, с которой фотошопом убрали Огги. Мать Джулиана, признавшись, что это она отредактировала фотографию, защищает действия своего сына и утверждает, что дети не должны учиться вместе с Огги. Несмотря на её угрозы отозвать часть финансирования школы, мистер Ташмен отстраняет Джулиана на два дня, из-за этого он пропускает отдых на природе. Когда они уходят, Джулиан приносит извинения мистеру Ташмену и разочаровывается, когда его родители заявляют, что осенью в школу он не вернётся.
Во время отдыха на природе Огги и Джека начинают задирать три семиклассника из другой школы. Они чуть не бьют Огги, пытавшегося защитить от них Джека, но на помощь мальчикам приходят бывшие друзья Джулиана, которые видели, как эти семиклассники шли за ними. После этого Огги начинают более дружелюбно принимать в классе.
На выпускной церемонии в конце года Огги награждается медалью Генри Уорда Бичера за его силу и храбрость, присутствующие аплодируют стоя. Фильм заканчивается тем, что все аплодируют Огги, а Изабель говорит ему, что он настоящее чудо.

## В ролях
- Джулия Робертс — Изабель Пуллман, мать Августа и Вии. Жена Нейта
- Оуэн Уилсон — Нейт Пуллман, отец Августа и Вии. Муж Изабель
- Джейкоб Трамбле — Август «Огги» Пуллман, сын Изабель и Нейта, который родился с редким заболеванием, изменившим его лицо
- Мэнди Патинкин — мистер Ташмен
- Сония Брага — мать Изабель, бабушка Августа и Вии
- Милли Дэвис[англ.] — Саммер
- Изабела Видович — Виа Пуллман, сестра Августа, дочь Изабелль и Нейта
- Наджи Джетер — Джастин, парень Вии
- Даниэль Роуз Расселл — Миранда, лучшая подруга Вии
- Рейчел Хейуорд[англ.] — мать Миранды
- Эли Либерт — мисс Петоза, учитель естествознания
- Элль Маккиннон — Шарлотта
- Брайс Гейзар — Джулиан
- Кристал Лоу — мать Джулиана
- Стив Бачич — отец Джулиана
- Давид Диггз — мистер Браун, учитель английского языка
- Ноа Джуп — Джек Уилл, лучший друг Огги
- Николь Оливер[англ.] — мать Джека Уилла
- Кайл Харрисон Брейткопф[англ.] — Майлз
- Уильям Дикинсон — Эдди
- Джеймс Хьюз — Генри
- Ти Консильо — Амос

## Производство
27 ноября 2012 года стало известно, что Lionsgate разрабатывает адаптацию дебютного романа Р. Дж. Паласио «Wonder» и ведёт переговоры с Джоном Огастом в качестве сценариста фильма. Дэвид Хоберман и Тодд Либерман выступят продюсерами фильма. 8 мая 2013 года стало известно, что Огаст выбыл из проекта, а ему на замену пришёл Джек Торн. В 2014 году было объявлено, что директором фильма выступит Джон Крокидас, но в апреле 2015 его заменил Пол Кинг. Также к проекту присоединился Стив Конрад.
14 апреля 2016 года Джейкоб Трамбле был выбран на главную роль Огги Пуллмана, а Джулия Робертс вела переговоры, чтобы сыграть мать Огги. 5 мая 2016 года было официально объявлено, что Робертс сыграет роль матери, а Стивен Чбоски был выбран на роль режиссёра. 27 июня к актёрскому составу присоединился Оуэн Уилсон, который сыграет роль отца Огги. 11 июля Ноа Джуп был выбран на роль лучшего друга Огги. 15 июля Давид Диггс был выбран на роль мистера Брауна, учителя английского языка в школе. 19 августа стало известно, что Сония Брага сыграет роль матери персонажа Робертc.

## Критика
Фильм получил положительные отзывы кинокритиков. На сайте Rotten Tomatoes фильм имеет рейтинг 84 % на основе 172 рецензий со средним баллом 7 из 10. На сайте Metacritic фильм имеет оценку 66 из 100 на основе 33 рецензий критиков, что соответствует статусу «в целом благоприятные отзывы». На сайте CinemaScore зрители дали фильму оценку A+, по шкале от A+ до F.

## Награды и номинации
| Награды и номинации                                | Награды и номинации | Награды и номинации                                  | Награды и номинации                            | Награды и номинации | Награды и номинации |
| Награда                                            | Год                 | Категория                                            | Номинант                                       | Результат           | Прим.               |
| -------------------------------------------------- | ------------------- | ---------------------------------------------------- | ---------------------------------------------- | ------------------- | ------------------- |
| AARP’s Movies for Grownups Awards                  | 2018                | Лучший фильм поколений                               | «Чудо»                                         | Номинация           | [ 18 ]              |
| AARP’s Movies for Grownups Awards                  | 2018                | Опрос читателей                                      | «Чудо»                                         | Номинация           | [ 18 ]              |
| Оскар                                              | 2018                | Лучший грим и причёски                               | Арьен Туйтен                                   | Номинация           | [ 19 ]              |
| BAFTA                                              | 2018                | Лучший грим и причёски                               | Наоми Бакстад, Роберт Пандини и Арьен Туйтен   | Номинация           | [ 20 ]              |
| Американское общество специалистов по кастингу     | 2018                | Большой бюджет — комедия                             | Дебора Акила, Кара Эйде, Тришиа Вуд и Крис Воз | Номинация           | [ 21 ]              |
| Critics' Choice Movie Awards                       | 2018                | Лучший молодой актёр / актриса                       | Джейкоб Трамбле                                | Номинация           | [ 22 ]              |
| Critics' Choice Movie Awards                       | 2018                | Лучший адаптированный сценарий                       | Джек Торн, Стив Конрад и Стивен Чбоски         | Номинация           | [ 22 ]              |
| Critics' Choice Movie Awards                       | 2018                | Лучший грим и причёски                               | «Чудо»                                         | Номинация           | [ 22 ]              |
| Heartland Film Festival                            | 2017                | Truly Moving Picture Award                           | Стивен Чбоски                                  | Победа              | [ 23 ]              |
| Премия Лондонского кружка кинокритиков             | 2018                | Молодой британский / ирландский актёр года           | Ноа Джуп                                       | Номинация           | [ 24 ]              |
| Make-Up Artists and Hair Stylists Guild            | 2018                | Художественный фильм: Лучший современный макияж      | Наоми Бакстад, Джин Блэк и Меган Харкнесс      | Номинация           | [ 25 ]              |
| Make-Up Artists and Hair Stylists Guild            | 2018                | Художественный фильм: Лучшая современная причёска    | Роберт Пандини и Алиса Макмиллиан              | Номинация           | [ 25 ]              |
| Make-Up Artists and Hair Stylists Guild            | 2018                | Художественный фильм: Лучшие спецэффекты для макияжа | Майкл Никифорик и Арьен Туйтен                 | Номинация           | [ 25 ]              |
| Общество кинокритиков Сиэтла                       | 2017                | Лучший молодой прорыв                                | Джейкоб Трамбле                                | Номинация           | [ 26 ]              |
| Ассоциация кинокритиков Вашингтона, округ Колумбия | 2017                | Лучший молодой прорыв                                | Джейкоб Трамбле                                | Номинация           | [ 27 ]              |
| Women Film Critics Circle                          | 2017                | Лучший семейный фильм                                | «Чудо»                                         | Номинация           | [ 28 ] [ 29 ]       |
| Сатурн                                             | 2018                | Лучший независимый фильм                             |                                                | Победа              |                     |
| Сатурн                                             | 2018                | Лучший молодой актёр                                 | Джейкоб Трамбле                                | Номинация           |                     |
| Сатурн                                             | 2018                | Лучший грим                                          | Арьен Туйтен                                   | Номинация           |                     |